# Pterostichus
Pterostichus is een geslacht van kevers uit de familie van de loopkevers (Carabidae). De wetenschappelijke naam van het geslacht is voor het eerst geldig gepubliceerd in 1810 door Bonelli.

## Soorten
Deze lijst van 1174 stuks is mogelijk niet compleet.
- P. aanistschenkoi (O. Berlov & E. Berlov, 1999)
- P. aapsorum (Belousov, 1991)
- P. abaciformis (Straneo, 1955)
- P. abagonensis (Reitter, 1896)
- P. abasarukini (O. Berlov & E. Berlov, 1996)
- P. abasinus (Belousov, 1991)
- P. abaxoides (Dejean, 1828)
- P. abensis (Morita, 2010)
- P. abishirensis (Belousov, 1991)
- P. abnormis (J.R.Sahlberg, 1880)
- P. abudarini (O. Berlov & E. Berlov, 1997)
- P. acuspina (Tschitscherine, 1901)
- P. acuspinus (Tschitscherine, 1901)
- P. acutidens (Fairmaire, 1889)
- P. acutipes (Barr, 1971)
- P. adatarasanus (Sasakawa, 2005)
- P. ademidovae (O. Berlov, 1996)
- P. adoxus (Say, 1823)
- P. adstrictus (Eschscholtz, 1823)
- P. adulterinus (Wrase & J.Schmidt, 2006)
- P. aemiliae (Facchini & Sciaky, 2000)
- P. aeneocupreus (Fairmaire, 1887)
- P. aenescens (Chaudoir, 1850)
- P. aeneus (Fischer von Waldheim, 1829)
- P. aereipennis (Solsky, 1871)
- P. aethiops (Panzer, 1796)
- P. agilis (Allegro & Sciaky, 2010)
- P. agonus (G.horn, 1880)
- P. aibgensis (Starck, 1890)
- P. aimaki (Jedlička, 1968)
- P. ainus (Plutenko, 2005)
- P. akitai (Morita, 2004)
- P. akkusianus (Kirschenhofer, 1981)
- P. akozyrevi (O. Berlov & E. Berlov, 1999)
- P. aksekianus (Straneo, 1988)
- P. alacer (A. Morawitz, 1862)
- P. alamedae (Casey, 1918)
- P. alexandrovi (Lafer, 1979)
- P. alexeji (Zamotajlov & Kryzhanovskij, 1992)
- P. algidus (LeConte, 1852)
- P. altaianus (Jedlička, 1958)
- P. altaicus (Germar, 1824)
- P. altaiensis (Poppius, 1906)
- P. amagisanus (Tanaka & Ishida, 1972)
- P. amanoi (Nakane, 1968)
- P. amaroides (Dejean, 1828)
- P. ambigenus (Bates, 1883)
- P. ambiguus (Fairmaire, 1858)
- P. amblypterus (Chaudoir, 1868)
- P. amethystinus (Mannerheim, 1843)
- P. amoenus (Dejean, 1828)
- P. amurensis (Poppius, 1906)
- P. analis (Jedlička, 1963)
- P. anatolicus (Jedlička, 1963)
- P. andreae (Tschitscherine, 1897)
- P. andreinii (Dodero, 1922)
- P. andrewesi (Jedlička, 1931)
- P. angoarnigi (Morvan, 1994)
- P. angustus (Dejean, 1828)
- P. annosus (Casey, 1913)
- P. anomostriatus (Sciaky, 1995)
- P. anthracinus (Illiger, 1798)

Oeverzwartschild
- P. apenninus (Dejean, 1831)
- P. apfelbecki (Csiki, 1908)
- P. apiculatiphallus (Nemoto, 1988)
- P. aralarensis (Espanol & Mateu, 1945)
- P. araraticus (Kirschenhofer, 1987)
- P. arator (Faldermann, 1836)
- P. arcanoides (Lorens, 1998)
- P. arcanus (Casey, 1913)
- P. arcticola (Chaudoir, 1868)
- P. arcuaticarinatus (Kasahara, 1986)
- P. archangaicus (Shilenkov, 2000)
- P. argutoriformis (Poppius, 1906)
- P. armenus (Faldermann, 1836)
- P. arnoldii (Erjiomin, 1996)
- P. arribasi (Ortuno, 1991)
- P. arrowi (Jedlička, 1936)
- P. arrowianus (Jedlička, 1938)
- P. arsenjevi (Lafer, 1979)
- P. arvernus (Jeannel, 1937)
- P. asahinus (Habu & Baba, 1960)
- P. asiaticus (Poppius, 1906)
- P. asturicus (Jeanne, 1965)
- P. astutus (Tschitscherine, 1903)
- P. asymmetricus (Bates, 1883)
- P. aterrimus (Herbst, 1784)

Veenzwartschild
- P. atratus (Gistel, 1857)
- P. atrox (Andrewes, 1937)
- P. aubryi (Coiffait, 1952)
- P. audax (Tschitscherine, 1895)
- P. auratus (Heer, 1837)
- P. auriga (Ball, 1962)
- P. avaricus (Kryzhanovskij & Abdurakhmanov, 1983)
- P. baenningeri (Jedlička, 1931)
- P. balachowskyi (Morvan, 1972)
- P. baldwini (Casey, 1924)
- P. balikliensis (Hovorka & Skoupy, 2007)
- P. balthasari (Jedlička, 1937)
- P. balu (Schmidt, 2009)
- P. bandotaro (Tanaka, 1958)
- P. bannaticus (Dejean, 1828)
- P. barbarae (Sciaky & Facchini, 2003)
- P. barbarinus (Casey, 1913)
- P. barbatus (Fischer von Waldheim, 1829)
- P. bargusinicus (Shilenkov, 2000)
- P. barlensis (Straneo, 1935)
- P. barri (Bousquet, 2006)
- P. barryorum (Ball, 1962)
- P. basilobatus (Sasakawa, 2005)
- P. basipunctatus (Straneo, 1955)
- P. batesi (Tschitscherine, 1894)
- P. belizini (Lutshnik, 1933)
- P. belousovi (Kryzhanovskij, 1989)
- P. bellatrix (Tschitscherine, 1895)
- P. beneshi (Sciaky, 1996)
- P. berezowskii (Tschitscherine, 1898)
- P. besucheti (Straneo, 1988)
- P. beyeri (Vandyke, 1925)
- P. bhadravati (Jedlička, 1965)
- P. bhutanensis (Morvan, 1980)
- P. bicolor (Fischer von Waldheim, 1829)
- P. bielzii (Fuss, 1858)
- P. biexcisus (Straneo, 1955)
- P. bifidiphallus (Nemoto, 1988)
- P. bifoveolatus (Park; Kwon & Lafer, 1996)
- P. binotatus (Fischer von Waldheim, 1829)
- P. biocryus (Ball, 1962)
- P. bischoffianus (Jedlička, 1936)
- P. bisetosus (Straneo, 1938)
- P. bituberculatus (Tschitscherine, 1899)
- P. blandulus (L. Miller, 1859)
- P. blodgettensis (Will, 2007)
- P. blumenthali (Heinz, 1965)
- P. bogatshevi (Kryzhanovskij, 1983)
- P. borcka (Jedlička, 1963)
- P. bousqueti (Bergdahl, 2011)
- P. bowanus (Sciaky, 1997)
- P. brancuccii (Straneo, 1982)
- P. breuili (Jeannel, 1919)
- P. brevicornis (Kirby, 1837)
- P. brevilama (Straneo, 1989)
- P. brevipennis (Chevrolat, 1840)
- P. brevis (Duftschmid, 1812)
- P. breviusculus (R.F. Sahlberg, 1844)
- P. brittoni (Habu, 1958)
- P. bruckii (Schaum, 1859)
- P. brunneipennis (Straneo, 1955)
- P. bryanti (Vandyke, 1951)
- P. bryantoides (Ball, 1962)
- P. bucolicus (Casey, 1913)
- P. buglaniensis (Kirschenhofer, 1981)
- P. bullatus (Allegro & Sciaky, 2010)
- P. bungei (Tschitscherine, 1894)
- P. bureli (Morvan, 1994)
- P. burjaticus (Poppius, 1906)
- P. burkhan (O.Berlov & Anistschenko, 2005)
- P. burmeisteri (Heer, 1838)
- P. bythiniensis (Maran, 1944)
- P. cacumensis (Ball, 1966)
- P. californicus (Dejean, 1828)
- P. caligans (G. Horn, 1891)
- P. calvitarsis (Breit, 1912)
- P. campania (Andrewes, 1937)
- P. campbelli (Bousquet, 1985)
- P. canallatus (Casey, 1913)
- P. cancellatus (Motschulsky, 1860)
- P. cantabricus (Schaufuss, 1862)
- P. cantalicus (Chaudoir, 1868)
- P. capitatus (Chaudoir, 1850)
- P. capito (Tschitscherine, 1900)
- P. capitolinus (Kurnakov, 1962)
- P. caribou (Ball, 1962)
- P. carinatus (Sciaky & Facchini, 2003)
- P. carinthiacus (Meschnigg, 1946)
- P. carolinus (Darlington, 1931)
- P. carradei (Gautier des Cottes, 1866)
- P. carri (Angus, Gallan, Wrase & Chaladze, 2009)
- P. carsticus (Kasahara & Y.ito, 1989)
- P. casalei (Straneo, 1984)
- P. casaleianus (Kirschenhofer, 1991)
- P. caspius (Menetries, 1832)
- P. castaneus (Dejean, 1828)
- P. castanipes (Menetries, 1843)
- P. castor (Goulet & Bousquet, 1983)
- P. catalonicus (J.Daniel, 1906)
- P. catei (Sciaky & Wrase, 1997)
- P. cathaicus (Sciaky, 1994)
- P. caucasicola (Tschitscherine, 1893)
- P. caucasicus (Menetries, 1832)
- P. caudicalis (Say, 1823)
- P. cavazzutii (Allegro & Sciaky, 2010)
- P. cecchiniae (Jakobson, 1907)
- P. cervenkai (Sciaky, 1994)
- P. circulosus (Lindroth, 1966)
- P. clepsydra (Sciaky & Wrase, 1997)
- P. cochlearis (Hacker, 1968)
- P. cognatus (Dejean, 1831)
- P. colasi (Jeannel, 1937)
- P. colchicus (Chaudoir, 1850)
- P. colonus (Bates, 1883)
- P. collaris (Motschulsky, 1844)
- P. cometes (Andrewes, 1936)
- P. commixtiformis (Roubal, 1920)
- P. commutabilis (Motschulsky, 1866)
- P. comorus (Jedlička, 1932)
- P. compressus (Rost, 1892)
- P. comptorius (Gistel, 1857)
- P. confucius (Sciaky & Wrase, 1997)
- P. congestus (Menetries, 1843)
- P. consanguineus (Chaudoir, 1878)
- P. consors (Tschitscherine, 1893)
- P. convexus (Gebler, 1847)
- P. coracinus (Newman, 1838)
- P. cordaticollis (Heyden, 1884)
- P. cordatissimus (Straneo, 1937)
- P. cordifer (Reitter, 1896)
- P. coreicus (Jedlička, 1962)
- P. corrusculus (LeConte, 1873)
- P. coruscus (Tschitscherine, 1895)
- P. corvinus (Dejean, 1828)
- P. costatus (Menetries, 1851)
- P. crassiusculus (Chaudoir, 1868)
- P. craterensis (Hatch, 1949)
- P. cratocephalus (Tschitscherine, 1897)
- P. crebrpunctatus (Stranao, 1937)
- P. crenicollis (LeConte, 1873)
- P. crenulatopunctatus (R.F.Sahlberg, 1844)
- P. creper (Tschitscherine, 1902)
- P. cribratus (Dejean, 1828)
- P. cristatoides (Straneo, 1955)
- P. cristatus (L. Dufour, 1820)

Bronboszwartschild
- P. cristicaudis (Kurnakov, 1962)
- P. cryobioides (Chaudoir, 1868)
- P. cucujinus (Reitter, 1892)
- P. cuneatulus (Casey, 1913)
- P. cursor (Dejean, 1828)
- P. curtatus (Fairmaire, 1886)
- P. curvatus (Sciaky & Facchini, 2003)
- P. cylindricus (Herbst in Füessly, 1784)
- P. cylindriformis (Reitter, 1887)
- P. chainapaani (J.Schmidt, 2005)
- P. chameleon (Motschulsky, 1866)
- P. champenoisi (Croissandeau, 1893)
- P. championi (Andrewes, 1926)
- P. chasautianus (Vysoky, 1984)
- P. chechcirensis (Lafer, 1979)
- P. chefsuricus (Reitter, 1896)
- P. chenpengi (Li, 1992)
- P. chinkiangensis (Kirschenhofer, 1991)
- P. chipewyan (Ball, 1962)
- P. chogyesanus (Park; Kwon & Lafer, 1996)
- P. chokaisanus (Sasakawa, 2009)
- P. chotanensis (Tschitscherine, 1893)
- P. chujoi (Habu, 1959)
- P. chujoiellus (Jedlička, 1962)
- P. chunghusorum (Lutshnik, 1922)
- P. chungkingi (Jedlička, 1932)
- P. chydaeus (Tschitscherine, 1897)
- P. daghestanus (Reitter, 1896)
- P. daihizanus (Ishida, 1968)
- P. daisenicus (Ishida, 1958)
- P. dandongensis (Kirschenhofer, 1997)
- P. dandonis (Kasahara, 1989)
- P. darvasicus (Kryzhanovskij, 1968)
- P. dauricus (Gebler, 1832)
- P. davidi (Tschitscherine, 1897)
- P. davshensis (Shilenkov, 2000)
- P. decastriensis (Lafer, 1979)
- P. deceptrix (Tschitscherine, 1898)
- P. defossus (Bates, 1883)
- P. deino (Will, 2007)
- P. dentellus (Facchini & Sciaky, 2003)
- P. denticaudis (Kurnakov, 1962)
- P. dentifer (Allegro & Sciaky, 2010)
- P. depilatus (Bates, 1889)
- P. depressidorsis (Reitter, 1896)
- P. deuvei (Lassalle, 1985)
- P. deuvesianus (Morvan, 1995)
- P. devillei (Puel, 1924)
- P. dhorpatanicus (Straneo, 1977)
- P. diabolus (Casey, 1913)
- P. diligendus (Chaudoir, 1868)
- P. diligens (Sturm, 1824)

Gladde zwartschild
- P. dilutipes (Motschulsky, 1844)
- P. dipojranus (Straneo, 1988)
- P. discrepans (A.Morawitz, 1862)
- P. dissimilis (A. & G.B.Villa, 1833)
- P. distinctissimus (Jedlička, 1940)
- P. diversus (Fairmaire, 1886)
- P. dolens (Tschitscherine, 1900)
- P. doris (Jedlička, 1962)
- P. dorjulensis (Morvan, 1978)
- P. dostali (Kirschenhofer, 1981)
- P. drescoi (Negre, 1957)
- P. drescheri (Fischer, 1817)
- P. dufourii (Dejean, 1828)
- P. dulcis (Bates, 1883)
- P. dundai (Sciaky, 1994)
- P. duratii (A. & G.B.Villa, 1835)
- P. dux (L.Schaufuss, 1862)
- P. ebeninus (Dejean, 1828)
- P. ebenus (Quensel, 1806)
- P. eboshiyamanus (Sasakawa, 2009)
- P. ecarinatus (Hatch, 1936)
- P. ehlersi (Heyden, 1881)
- P. elmbergi (Poppius, 1908)
- P. elongatus (Duftschmid, 1812)
- P. emei (Sciaky, 1994)
- P. empetricola (Dejean, 1828)
- P. enasanus (Morita, 2007)
- P. enodis (Bousquet, 1992)
- P. enyo (Will, 2007)
- P. eobius (Tschitscherine, 1899)
- P. eoyoritomus (Sasakawa, 2009)
- P. epiroticus (Csiki, 1930)
- P. eriwanicus (Tschitscherine, 1897)
- P. esakii (Ishida, 1959)
- P. eschscholtzii (Germar, 1824)
- P. espanoli (J. Vives & E. Vives, 1977)
- P. esuriens (Casey, 1913)
- P. ethnicus (Gistel, 1857)
- P. euxinus (Straneo, 1935)
- P. exceptus (J.R. Sahlberg, 1887)
- P. exilis (Mateu, 2001)
- P. eximius (A. Morawitz, 1862)
- P. exochus (Andrewes, 1930)
- P. expeditus (Tschitscherine, 1898)
- P. externepunctatus (Dejean, 1828)
- P. falcispinus (Sasakawa, 2005)
- P. faldermanni (Schatzmayr, 1929)
- P. fallettii (Sciaky, 1996)
- P. falli (Vandyke, 1925)
- P. farkaci (Sciaky, 1997)
- P. fasciatopunctatus (Creutzer, 1799)
- P. faunus (Kurnakav, 1962)
- P. femoralis (Kirby, 1837)
- P. fencli (Dvorak, 1995)
- P. fenestratus (Kasahara & Ohtani, 1989)
- P. fenyesi (Csiki, 1930)
- P. ferghanicus (Kabak, 2001)
- P. ferreri (Espanol & Mateu, 1942)
- P. filipjevi (Lutshnik, 1928)
- P. filum (Tschitscherine, 189, 1900)
- P. findelii (Dejean, 1828)
- P. firmus (Lutshnik, 1933)
- P. flavofemoratus (Dejean, 1828)
- P. focarilei (Casale & Giachino, 1985)
- P. fornicatus (Kolenati, 1845)
- P. forticornis (Fairmaire, 1888)
- P. foveolatus (Duftschmid, 1812)
- P. franzi (Negre, 1955)
- P. fritzhiekei (J.Schmidt, 1994)
- P. fuchsi (Schaeffer, 1910)
- P. fujimurai (Habu, 1958)
- P. fujisanus (Tanaka & Suga, 1972)
- P. fujitai (Tanaka & Ishida, 1972)
- P. fuligineus (A. Morawitz, 1862)
- P. fulvescens (Motschulsky, 1844)
- P. funakoshii (Morita, 2007)
- P. funestes (Csiki, 1930)
- P. fuscicornis (Reiche & Saulcy, 1855)
- P. gagates (Hope, 1831)
- P. galae (Farkac & Plutenko, 1996)
- P. galaecianus (Lauffer, 1909)
- P. galinae (Kabak, 1992)
- P. gallega (Fairmaire, 1859)
- P. gallopavo (Sciaky & Wrase, 1997)
- P. ganesh (J.Schmidt, 2005)
- P. ganja (J. Schmidt, 1995)
- P. gaoligongensis (Wrase & J.Schmidt, 2006)
- P. gassanus (Sasakawa, 2009)
- P. geberti (Sciaky & Wrase, 1997)
- P. geojensis (Sasakawa; Kim & Kubota, 2006)
- P. gerdi (Schmidt, 2009)
- P. gerstlensis (Ball, 1962)
- P. ghilarovi (Kryzhanovskij, 1988)
- P. ghilianii (Putzeys, 1846)
- P. giacomazzai (Sciaky, 1994)
- P. gibbicollis (Motschulsky, 1844)
- P. giresuni (Jedlička, 1965)
- P. glabricollis (Jedlička, 1962)
- P. glabripennis (Jedlička, 1962)
- P. glacialis (Brisout de Barneville, 1863)
- P. glaferi (O.Berlov & E.Berlov, 1996)
- P. gliscans (Casey, 1913)
- P. gobettii (Straneo, 1983)
- P. gompanus (Straneo, 1983)
- P. gongga (Sciaky, 1997)
- P. goriensis (Tschitscherine, 1897)
- P. goschi (Jedlička, 1930)
- P. gotoensis (Kasahara & Matsumoto, 1990)
- P. gracilior (LeConte, 1873)
- P. gracilis (Dejean, 1828)

Smalle zwartschild
- P. grajus (Dejean, 1828)
- P. gravis (Jedlička, 1939)
- P. gregalis (Casey, 1913)
- P. gromykoi (Sundukov, 2005)
- P. guizhouensis (Sciaky, 1997)
- P. gwervaenus (Morvan, 1995)
- P. gyrosus (Motschulsky, 1866)
- P. haesitatus (Fairmaire, 1888)
- P. haftorni (Lindroth, 1969)
- P. hagenbachii (Sturm, 1824)
- P. hakusanus (Kasahara, 1989)
- P. haptoderoides (Tschitscherine, 1889)
- P. harmandi (Tschitscherine, 1900)
- P. harponifer (Tanaka, 1987)
- P. hartmanni (J.Schmidt, 1995)
- P. hatchi (Hacker, 1968)
- P. hedkeinekus (Morvan, 1995)
- P. heilongjiangensis (Li, 1992)
- P. heinzi (Jedlička, 1965)
- P. heinzianus (Sciaky, 1996)
- P. heptapotamicus (Lutshnik, 1927)
- P. herculaneus (Mannerheim, 1843)
- P. herzi (Poppius, 1906)
- P. hidanus (Morita, 2010)
- P. hikosanus (Kasahara, 1994)
- P. himifuriho (Morita, 2007)
- P. hiramatsui (Morita, 2010)
- P. hirasawai (Morita, 2010)
- P. hirobane (Habu & Baba, 1958)
- P. hisamatsui (Ishida & Shibata, 1961)
- P. hoelli (Schmidt, 2009)
- P. homalonotus (Tschitscherine, 1894)
- P. honnoratii (Dejean, 1828)
- P. hoplites (Bates, 1883)
- P. hornii (LeConte, 1873)
- P. horvatovichi (Kirschenhofer, 1991)
- P. hozumii (Ishida, 1961)
- P. huashanus (Sciaky, 1994)
- P. hubeicus (Facchini & Sciaky, 2003)
- P. hudsonicus (LeConte, 1863)
- P. humboldti (Casey, 1913)
- P. humidulus (Vandyke, 1943)
- P. humilis (Casey, 1913)
- P. hummeli (Jedlička, 1935)
- P. hungaricus (Dejean, 1828)
- P. hypogeus (Barr, 1971)
- P. iberlovi (O.Berlov, 1996)
- P. idahoae (Csiki, 1930)
- P. ienishteai (Nitzu, 1988)
- P. ignavus (Tschitscherine, 1897)
- P. ikizderensis (Hovorka & Skoupy, 2007)
- P. ikukoae (Morita, 2007)
- P. illigei (Panzer, 1805)
- P. illigeri (Panzer, 1803)
- P. illustris (LeConte, 1851)
- P. imasakai (Kasahara & Ohtani, 1988)
- P. imitatus (Morvan, 1978)
- P. immarginatus (Straneo, 1977)
- P. impressicollis (Fairmaire & Laboulbene, 1854)
- P. impressus (Fairmaire & Laboulbene, 1854)
- P. imurai (Morita, 2007)
- P. inanis (G. Horn, 1891)
- P. incommodus (Schaum, 1858)
- P. inermis (Fall, 1901)
- P. infaustus (Gistel, 1857)
- P. infernalis (Hatch, 1936)
- P. infimus (Chaudoir, 1868)
- P. ingushus (Lutshnik, 1928)
- P. innshanensis (Jedlička, 1960)
- P. inopinatus (Lutshnik, 1933)
- P. inopinus (Casey, 1918)
- P. insidiatrix (Brulerie, 1872)
- P. insignicollis (Tschitscherine, 1893)
- P. intectus (Casey, 1918)
- P. interruptus (Dejean, 1828)
- P. irideus (Sciaky, 1994)
- P. iripennis (Chaudoir, 1868)
- P. isabellae (LeConte, 1851)
- P. ishiharai (Ishida & Shibata, 1961)
- P. ishikawai (Nemoto, 1988)
- P. ishikawaioides (Sasakawa; Kim; Kim & Kubota, 2008)
- P. ishizuchiensis (Kasahara, 1985)
- P. ishizukai (Kasahara, 1995)
- P. isolatus (Sasakawa; Kim; Kim & Kubota, 2008)
- P. isumiensis (Kasahara & Saito, 1997)
- P. itoi (Kasahara, 1986)
- P. iwakiensis (Sasakawa, 2009)
- P. ixion (Tschitscherine, 1902)
- P. jacobinus (Casey, 1913)
- P. jacobsoni (Poppius, 1906)
- P. jaechi (Kirschenhofer, 1997)
- P. jaechianus (Sciaky & Facchini, 2003)
- P. jakobsonianus (Lutshnik, 1928)
- P. janatai (Sciaky & Wrase, 1997)
- P. janbritoi (Morvan, 1994)
- P. jani (Sciaky & Facchini, 2003)
- P. jankowskyi (Tschitscherine, 1897)
- P. janoi (Jedlička, 1952)
- P. japonicus (Motschulsky, 1860)
- P. jarkendis (Jedlička, 1965)
- P. jelepus (Andrewes, 1932)
- P. jenisseicus (Csiki, 1930)
- P. jiricola (Sasakawa; Kim; Kim & Kubota, 2008)
- P. jogaesanensis (Lafer; Paik & Park, 1996)
- P. johnsoni (Ulke, 1889)
- P. josephi (Csiki, 1930)
- P. juga (J.schmidt, 2005)
- P. jugicola (Lutshnik, 1916)
- P. jugivagus (Tschitscherine, 1898)
- P. jungens (Tschitscherine, 1893)
- P. jureceki (Jedlička, 1936)
- P. jurecekianus (Maran, 1940)
- P. jurinei (Panzer, 1803)
- P. justusii (W.Redtenbacher, 1842)
- P. kadjaranze (Jedlička, 1947)
- P. kadleci (Dvorak, 1995)
- P. kadoudali (Morvan, 1981)
- P. kajimurai (Habu & Tanaka, 1957)
- P. kalabi (Sciaky, 1994)
- P. kalhys (Motschulsky, 1866)
- P. kalo (Schmidt, 2012)
- P. kamtschaticus (Motschulsky, 1860)
- P. kangchenjunga (Schmidt, 2012)
- P. kaniei (Morita, 2005)
- P. kaninensis (Poppius, 1906)
- P. kansanus (Casey, 1918)
- P. karasawai (Tanaka, 1958)
- P. karateghinicus (Mikhailov, 1972)
- P. kataevi (Kryzhanovskij, 1989)
- P. katashinensis (Habu, 1958)
- P. kavanaughi (Shilenkov, 2000)
- P. kaynashensis (Schweiger, 1967)
- P. keltiekus (Morvan, 1981)
- P. kerzhneri (Lafer, 1983)
- P. kiangsu (Jedlička, 1965)
- P. kiiensis (Morita & Ohkura, 1988)
- P. kimurai (Morita, 1994)
- P. kiritshenkoi (Lutshnik, 1928)
- P. kirschenblatti (Kryzhanovskij, 1988)
- P. kitakamisanus (Sasakawa, 2005)
- P. klapperichi (Jedlička, 1956)
- P. kleinfeldi (Straneo, 1982)
- P. kleinfeldianus (Sciaky & Wrase, 1997)
- P. koenigi (Reitter, 1887)
- P. koenigianus (Tschitscherine, 1890)
- P. koheii (Nakane, 1963)
- P. kokeilii (L.Miller, 1850)
- P. kolosovi (Lutshnik, 1928)
- P. kolymensis (Erjiomin, 1998)
- P. komalus (Jedlička, 1936)
- P. kongosanus (Nakane, 1963)
- P. kopetzi (J.Schmidt, 2005)
- P. korgei (Jedlička, 1964)
- P. korolkowi (Tschitscherine, 1901)
- P. kosakai (Morita, 1998)
- P. kotzebuei (Ball, 1962)
- P. krali (Sciaky, 1997)
- P. krasnopolensis (Kirschenhofer, 1987)
- P. krulikovskyi (Lutshnik, 1933)
- P. kubanicus (Kirschenhofer, 1987)
- P. kucerai (Sciaky, 1997)
- P. kultianus (Jedlička, 1946)
- P. kuraicus (Shilenkov, 2000)
- P. kurentzovi (Lafer, 1979)
- P. kurikomasanus (Sasakawa, 2005)
- P. kurosai (Tanaka, 1958)
- P. kurosawai (Tanaka, 1958)
- P. kvirensis (Belousov, 1991)
- P. kyushuensis (Habu, 1955)
- P. laborans (Casey, 1913)
- P. labzuki (Lafer, 1979)
- P. lacertus (Casey, 1913)
- P. lacunosus (Chaudoir, 1844)
- P. lachrymosus (Newman, 1838)
- P. laevipunctatus (Tschitscherine, 1889)
- P. laferi (O. Berlov & E. Berlov, 1996)
- P. lama (Menetries, 1843)
- P. lamuticus (Poppius, 1906)
- P. lanei (Vandyke, 1925)
- P. lanista (Tschitscherine, 1898)
- P. lasserrei (Dejean, 1828)
- P. lassulus (Casey, 1920)
- P. latemarginatus (Straneo, 1936)
- P. laticollis (Motschulsky, 1844)
- P. latifianus (Apfelbeck, 1906)
- P. latistylis (Tanaka, 1958)
- P. latitemporis (Sciaky & Wrase, 1997)
- P. latiusculus (Chaudoir, 1868)
- P. lattini (Labonte, 2006)
- P. ledenikensis (Knirsch, 1925)
- P. leica (Schmidt, 2012)
- P. leonisi (Apfelbeck, 1904)
- P. leptis (Bates, 1873)
- P. letensis (Habu, 1973)
- P. levadensis (Lafer, 1979)
- P. leviculus (Andrewes, 1933)
- P. licenti (Jedlička, 1939)
- P. liciniformis (Csiki, 1930)
- P. lidara (Andrewes, 1937)
- P. lineatopunctatus (L.Miller, 1850)
- P. lingshanus (Sciaky & Wrase, 1997)
- P. liodactylus (Tschitscherine, 1898)
- P. lobatus (Hacker, 1968)
- P. lodosi (Heinz, 1977)
- P. lolo (Bergdahl, 2011)
- P. lombardus (K.Daniel, 1901)

- P. longicollis (Duftschmid, 1812)

Langnekzwartschild
- P. longinquus (Bates, 1873)
- P. longipennis (Straneo, 1942)
- P. longipes (Poppius, 1906)
- P. longiusculus (J.Sahlberg, 1880)
- P. lubricus (Casey, 1918)
- P. lucidus (Motschulsky, 1844)
- P. luctuosus (Dejean, 1828)
- P. lugi (Morvan, 1982)
- P. lukjanovitshi (Lutshnik, 1927)
- P. lumensis (Apfelbeck, 1905)
- P. lustrans (LeConte, 1851)
- P. lutschniki (Jedlička, 1962)
- P. lutshnikianus (Bogachev & Kurnakov, 1958)
- P. lyroderus (Chaudoir, 1846)
- P. macedonicus (Apfelbeck, 1918)
- P. macer (Marsham, 1802)

Platte zwartschild
- P. macrocephalus (Habu, 1955)
- P. macrogenys (Bates, 1883)
- P. macrothorax (Poppius, 1906)
- P. machulkai (Jedlička, 1931)
- P. maderi (Jedlička, 1938)
- P. madidus (Fabricius, 1775)

Rondhalszwartschild
- P. magoides (Straneo, 1937)
- P. magus (Mannerheim, 1825)
- P. maichensis (Lafer, 1979)
- P. makalu (Schmidt, 2012)
- P. makolskii (J.Muller, 1933)
- P. malissorum (Apfelbeck, 1905)
- P. malkini (Hatch, 1953)
- P. mancus (LeConte, 1852)
- P. mandibularoides (Ball, 1966)
- P. mandzhuricum (Lutshnik, 1916)
- P. mandzhuricus (Lutshnik, 1916)
- P. mannerheimii (Dejean, 1831)
- P. marani (Jedlička, 1967)
- P. marginatus (Matsumura, 1911)
- P. marginellus (Sasakawa; Kim & Kim, 2006)
- P. mariae (Lutshnik, 1921)
- P. marinensis (Hacker, 1968)
- P. masahiroi (Kasahara, 1988)
- P. masatakai (Morita, 2007)
- P. masidai (Ishida, 1959)
- P. masumotoi (Tanaka; Morita & Suga, 1987)
- P. matchai (Jedlička, 1930)
- P. matsumurai (Habu, 1973)
- P. mattolensis (Hacker, 1968)
- P. matveichuki (O. Berlov, 1996)
- P. maurusiacus (Mannerheim, 1825)
- P. maximus (Tschitscherine, 1889)
- P. mediocris (Dvorak, 1995)
- P. medvedevi (Kryzhanovskij & Mikhailov, 1972)
- P. megaloderus (Sciaky, 1994)
- P. meisteri (Reitter, 1885)
- P. melanarius (Illiger, 1798)

Gewone zwartschild
- P. melanodes (Chaudoir, 1878)
- P. melas (Creutzer, 1799)
- P. mellyi (Gebler, 1843)
- P. menetriesii (LeConte, 1873)
- P. mercedianus (Casey, 1918)
- P. merklii (J.Frivaldszky, 1879)
- P. meskheticus (Belousov, 1991)
- P. metallifer (Gistel, 1857)
- P. mewakholensis (Schmidt, 2012)
- P. meyeri (Jedlička, 1934)
- P. micans (Heer, 1838)
- P. microbus (Sciaky & Facchini, 2003)
- P. microcephalus (Motschulsky, 1860)
- P. microphthalmus (Delarouzee, 1857)
- P. microps (Heyden, 1887)
- P. michailovi (Wrase, 1992)
- P. middendorffi (J.R. Sahlberg, 1875)
- P. miehei (J.Schmidt, 2005)
- P. migliaccioi (Straneo, 1982)
- P. militaris (Tschitscherine, 1893)
- P. mimus (Casey, 1913)
- P. ming (Sciaky & Wrase, 1997)
- P. minor (Gyllenhal, 1827)

Moeraszwartschild
- P. mirabilis (Jedlička, 1939)
- P. mirificus (Bates, 1883)
- P. miroshnikovi (Zamotajlov, 1991)
- P. miroslavi (Sciaky & Wrase, 1997)
- P. mirus (Tschitscherine, 1894)
- P. miscellus (Casey, 1913)
- P. mitoyamanus (Tanaka, 1971)
- P. miyamai (Kasahara & Y. Ito, 1987)
- P. mizunoyai (Morita, 2007)
- P. modicellus (Tschitscherine, 1897)
- P. moestus (Say, 1823)
- P. molopsoides (Jedlička, 1934)
- P. monostigma (Tschitscherine, 1898)
- P. montanus (Motschulsky, 1844)
- P. monticoloides (Shilenkov, 1995)
- P. montigena (Tschitscherine, 1898)
- P. montisdeorum (Schweiger, 1967)
- P. morawitzianus (Lutshnik, 1922)
- P. morio (Duftschmid, 1812)
- P. morionides (Chaudoir, 1868)
- P. mosaicus (Sasakawa, 2005)
- P. mucronatus (Straneo, 1955)
- P. muehlfeldii (Duftschmid, 1812)
- P. muelleri (Straneo, 1936)
- P. muellermotzfeldi (Wrase & J.Schmidt, 2006)
- P. mujahedeeni (Savich, 1999)
- P. mukdenensis (Breit, 1933)
- P. mulensis (Sciaky, 1997)
- P. multinodosus (Sasakawa; Kim & Kim, 2006)
- P. multipunctatus (Dejean, 1828)
- P. multiseta (Straneo, 1984)
- P. mundatus (Jedlička, 1940)
- P. mundus (Jedlička, 1938)
- P. musashiensis (Kasahara, 1993)
- P. mutoides (Bousquet, 1992)
- P. mutus (Say, 1823)
- P. nadari (Vuillefroy, 1893)
- P. nakanei (Straneo, 1955)
- P. namrum (Jedlička, 1963)
- P. naokii (Morita, 2003)
- P. napaea (Kasahara, 1988)
- P. nasuensis (Morita, 2007)
- P. nasui (Kasahara, 1993)
- P. necessarius (Tschitscherine, 1894)
- P. neglectus (A.Morawitz, 1862)
- P. negligens (Sturm, 1824)
- P. nemoralis (Graells, 1851)
- P. neobrunneus (Lindroth, 1966)
- P. nepalensis (Straneo, 1977)
- P. nicaeensis (A. Villa & C.B. Villa, 1835)
- P. nigellatus (Kirschenhofer, 1991)
- P. nigellus (A. Morawitz, 1862)
- P. niger (Schaller, 1783)

Grote zwartschild
- P. nigripalpis (Poppius, 1906)
- P. nigrita (Paykull, 1790)

Moerasboszwartschild
- P. nigrocaeruleus (Vandyke, 1925)
- P. nikodymi (Dvorak, 1995)
- P. nimbatidius (Chaudoir, 1878)
- P. nishidai (Nakane, 1989)
- P. nishiyamai (Kasahara, 1986)
- P. nivalis (R.F. Sahlberg, 1844)
- P. nivicola (Menetries, 1832)
- P. noborui (Morita, 2008)
- P. nodicornis (Fairmaire & Laboulbene, 1854)
- P. noguchii (Bates, 1873)
- P. nordqvisti (J.R. Sahlberg, 1887)
- P. novotnyorum (Vysoky, 1981)
- P. novus (Straneo, 1944)
- P. nowitzkii (Tschitscherine, 1899)
- P. obesulus (LeConte, 1873)
- P. oblongiusculus (Motschulsky, 1850)
- P. oblongoparallelus (Maran, 1932)
- P. oblongopunctatus (Fabricius, 1787)

Bronzen boszwartschild
- P. obsidianus (Casey, 1913)
- P. occultus (Casey, 1913)
- P. ochoticus (R.F. Sahlberg, 1844)
- P. ochsi (Fagniez, 1921)
- P. odontocnemis (G.Muller, 1931)
- P. odvarkai (Dvorak, 1995)
- P. oenotrius (Ravizza, 1975)
- P. ogaensis (Morita, 1995)
- P. ohbayashii (Ishida, 1968)
- P. ohdaisanus (Nakane, 1963)
- P. ohkawai (Morita, 2010)
- P. ohkurai (Morita, 1996)
- P. ohsawacavus (Sasakawa, 2005)
- P. okiensis (Nakane, 1989)
- P. okutamae (Tanaka, 1963)
- P. olafi (J.Schmidt, 2005)
- P. olegi (Belousov, 1991)
- P. omogoensis (Nakane, 1972)
- P. ompoensis (Jedlička, 1932)
- P. opacipennis (Jedlička, 1934)
- P. ophryoderus (Chaudoir, 1878)
- P. ordinarius (Casey, 1913)
- P. ordinatus (Fischer, 1823)
- P. orduensis (Straneo, 1988)
- P. oregonus (LeConte, 1861)
- P. oreophilus (Tschitscherine, 1898)
- P. orestes (Jedlička, 1936)
- P. orientalis (Motschulsky, 1844)
- P. orion (Tschitscherine, 1901)
- P. orionis (Jedlička, 1962)
- P. orman (Jedlička, 1963)
- P. osseticus (Kirschenhofer, 1987)
- P. ottomanus (Apfelbeck, 1908)
- P. ovalipennis (Casey, 1913)
- P. ovaliphallus (Sasakawa, 2005)
- P. ovoideus (Sturm, 1824)

Platoogzwartschild
- P. pachinus (Bates, 1883)
- P. palekhai (E. Berlov & O. Berlov, 1996)
- P. palgongsanus (Nemoto, 1988)
- P. palmi (Schaeffer, 1910)
- P. panticulatus (Casey, 1913)
- P. pantomus (Jedlička, 1958)
- P. panzeri (Panzer, 1803)
- P. paralleloides (Kirschenhofer, 1987)
- P. parasimilis (G.E. Ball, 1962)
- P. parkwon (Davies, 2004)
- P. parnassius (Schaum, 1859)
- P. parviceps (Poppius, 1906)
- P. parvicollis (Sciaky & Wrase, 1997)
- P. pasanauricus (Kirschenhofer, 1987)
- P. patruelis (Dejean, 1831)
- P. paulinoi (Vuillefroy, 1868)
- P. pavani (Straneo, 1988)
- P. pedemontanus (Ganglbauer, 1891)
- P. peilingi (Jedlička, 1937)
- P. pemphredo (Will, 2007)
- P. peninsularis (Park & Kwon, 1996)
- P. pensylvanicus (LeConte, 1873)
- P. pentheri (Apfelbeck, 1918)
- P. percontator (Reitter, 1887)
- P. pergracilis (Casey, 1920)
- P. perisi (Novoa, 1979)
- P. perlamatus (Straneo, 1989)
- P. perlutus (Jedlička, 1938)
- P. pertinax (Tschitscherine, 1895)
- P. petulans (Jedlička, 1938)
- P. pfizenmayeri (Poppius, 1906)
- P. phaeopus (Sainte-Claire Deville, 1902)
- P. phaeus (Lutshnik, 1922)
- P. phungaraziensis (Wrase & J.Schmidt, 2006)
- P. piceolus (Chaudoir, 1850)
- P. picipes (Fischer von Waldheim, 1829)
- P. pilifer (Bates, 1878)
- P. pilosus (Host, 1789)
- P. pinguedineus (Eschscholtz, 1823)
- P. piniphilus (Gistel, 1857)
- P. pithyusicus (Lutshnik, 1933)
- P. placerensis (Casey, 1918)
- P. planaticollis (Kirschenhofer, 1987)
- P. planctus (LeConte, 1852)
- P. planicola (Tschitscherine, 1899)
- P. planiusculus (Chaudoir, 1859)
- P. planus (J.R. Sahlberg, 1887)
- P. platyderus (Chaudoir, 1850)
- P. platyops (Sciaky, 1997)
- P. plesiomorphus (Nemoto, 1989)
- P. plutonicus (Casey, 1913)
- P. poecilma (Andrewes, 1937)
- P. pohnerti (Jedlička, 1934)
- P. polygenus (Bates, 1883)
- P. ponticus (Kirschenhofer, 1987)
- P. poppiusi (Semenov, 1906)
- P. poppiusianus (Jakobson, 1907)
- P. porcellus (Kurnakov, 1962)
- P. potanini (Tschitscherine, 1889)
- P. praedo (Tschitscherine, 1901)
- P. prattii (Bates, 1890)
- P. primus (Darlington, 1931)
- P. probus (Park & Kwon, 1996)
- P. procax (A. Morawitz, 1862)
- P. procephalus (Bates, 1873)
- P. procerulus (Heyden, 1880)
- P. properans (Chaudoir, 1868)
- P. protensiformis (Casey, 1924)
- P. protensipennis (Casey, 1918)
- P. protractus (LeConte, 1860)
- P. przewalskyi (Tschitscherine, 1888)
- P. pseodostuxbergi (Poppius, 1906)
- P. pseudoastutus (Hovorka & Skoupy, 2007)
- P. pseudobarbarae (Sciaky & Facchini, 2003)
- P. pseudoharmandi (Morvan, 1981)
- P. pseudopachinus (Nakane, 1963)
- P. pseudopedius (Reitter, 1887)
- P. pseudopercus (Reitter, 1889)
- P. pseudopilifer (Straneo, 1957)
- P. pseudoplatyderus (Sciaky, 1994)
- P. pseudoplatysma (Straneo, 1982)
- P. pseudorotundus (Sciaky & Facchini, 2003)
- P. pseudosinensis (Sciaky & Facchini, 2003)
- P. pulchellus (Faldermann, 1836)
- P. pumilio (Dejean, 1828)
- P. pumilus (Casey, 1913)
- P. punctatissimus (Randall, 1838)
- P. punctatus (L. Redtenbacher, 1843)
- P. punctiger (J.R. Sahlberg, 1880)
- P. punctiventris (Chaudoir, 1878)
- P. pusillus (Dejean, 1828)
- P. putus (Casey, 1913)
- P. quadraticollis (Chaudoir, 1846)
- P. quadrifoveolatus (Letzner, 1852)

Brandzwartschild
- P. quadriimpressus (Straneo, 1983)
- P. quelpartensis (Habu, 1985)
- P. raptor (Tschitscherine, 1901)
- P. raraensis (Morvan, 1980)
- P. rasilis (Park & Kwon, 1996)
- P. regeli (Tschitscherine, 1894)
- P. reiseri (Ganglbauer, 1889)
- P. reissi (G.Muller, 1931)
- P. relictus (Newman, 1838)
- P. rengensis (Morita, 2010)
- P. restrictus (Casey, 1918)
- P. reuteri (Wrase & Schmidt, 2006)
- P. rhaeticus (Heer, 1837)

Heidezwartschild
- P. rhanis (Tschitscherine, 1902)
- P. rhilensis (Rottenberg, 1874)
- P. riffensis (Antoine, 1933)
- P. ripensis (Motschulsky, 1866)
- P. robustistylis (Sasakawa, 2005)
- P. rodionovi (Shilenkov, 2000)
- P. rolex (Morvan, 1995)
- P. rostratus (Newman, 1838)
- P. rothi (Hatch, 1951)
- P. rotundangulus (A.Morawitz, 1862)
- P. rotundus (Sciaky, 1994)
- P. rousi (Kirschenhofer, 1982)
- P. rousianus (Kirschenhofer, 1987)
- P. rousselli (Colas, 1963)
- P. rubripalpis (Csiki, 1930)
- P. rudestriatus (Reitter, 1883)
- P. ruffoi (Sciaky, 1984)
- P. rufipes (Dejean, 1828)
- P. rufitarsis (Dejean, 1828)
- P. rufonitens (Fairmaire, 1866)
- P. rufopiceus (Heyden, 1890)
- P. rugiceps (Straneo, 1984)
- P. rugosiceps (Schmidt, 2012)
- P. rugosipennis (Jedlička, 1932)
- P. rugosus (Gebler, 1823)
- P. rutilans (Dejean, 1828)
- P. ryomoensis (Morita & Suda, 2007)
- P. sacheri (I.Frivaldszky Von Frivald, 1865)
- P. sachtlebeni (Jedlička, 1962)
- P. safonovae (Budarin, 1995)
- P. sagarmatha (Schmidt, 2012)
- P. sahlbergi (Tschitscherine, 1894)
- P. sakuraii (Morita, 2008)
- P. santostamangi (J.Schmidt, 2006)
- P. sasajii (Morita, 2007)
- P. satoi (Ishida, 1961)
- P. satsumanus (Habu, 1958)
- P. satunini (Tschitscherine, 1903)
- P. satyrus (Kurnakov, 1962)
- P. saueri (Sciaky, 1994)
- P. saxicola (Tschitscherine, 1899)
- P. sayanus (Csiki, 1930)
- P. scalptus (Sciaky & Wrase, 1997)
- P. scitus (Maklin, 1878)
- P. scurra (Tschitscherine, 1901)
- P. scutellaris (LeConte, 1873)
- P. scuticollis (Fairmaire, 1888)
- P. schaschli (Marseul, 1880)
- P. schneideri (Sciaky & Facchini, 2003)
- P. schodaicus (Kirschenhofer, 1987)
- P. schoenherri (Faldermann, 1836)
- P. schoenmanni (Kirschenhofer, 1991)
- P. schrettenbrunneri (Schmidt, 2012)
- P. schuelkei (Sciaky & Wrase, 1997)
- P. sediorcus (Sasakawa & Kim, 2006)
- P. sejunctus (Bates, 1883)
- P. sejungendus (Chaudoir, 1868)
- P. selmanni (Duftschmid, 1812)
- P. semenovi (Tschitscherine, 1888)
- P. septemtrionalis (Sciaky & Facchini, 2003)
- P. septentrionis (Chaudoir, 1868)
- P. seriatus (Chaudoir, 1850)
- P. serripes (LeConte, 1875)
- P. seticeps (Straneo, 1984)
- P. setipes (Tschitscherine, 1898)
- P. setosus (Hatch, 1951)
- P. seunglaki (Park & Kwon, 1996)
- P. seungmoi (Park & Kwon, 1996)
- P. shaovuensis (Jedlička, 1956)
- P. shavrini (O.Berlov & Anistschenko, 1999)
- P. shennongjianus (Facchini & Sciaky, 2003)
- P. shibatai (Ishida, 1961)
- P. shiibanus (Habu, 1958)
- P. shilenkovi (Erjiomin & Kabak, 1991)
- P. shimizui (Morita, 2010)
- P. shingarevi (Lafer, 1979)
- P. shirakamisan (Sasakawa, 2009)
- P. shirakamisanus (Sasakawa, 2005)
- P. shiranus (Straneo, 1984)
- P. shirozui (Habu, 1985)
- P. shotaroi (Morita, 1987)
- P. shulli (Hatch, 1949)
- P. sierranus (Casey, 1913)
- P. similis (Mannerheim, 1852)
- P. simillimus (Fairmaire, 1886)
- P. sincerus (Park & Kwon, 1996)
- P. sinensis (Jedlička, 1962)
- P. singularis (Tschitscherine, 1889)
- P. sinicus (Fairmaire, 1897)
- P. sintanus (Andrewes, 1927)
- P. skoupyi (Hovorka & Skoupy, 2007)
- P. smetanai (Bousquet, 1985)
- P. sodalicius (Heyden, 1885)
- P. sojaki (Kirschenhofer, 1987)
- P. sojot (Shilenkov, 2000)
- P. solskyi (Chaudoir, 1878)
- P. songoricus (Motschulsky, 1845)
- P. soperi (Ball, 1966)
- P. sotkaensis (Jedlička, 1958)
- P. spathifer (Bousquet, 1992)
- P. sphodriformis (Bates, 1873)
- P. sphodrinus (LeConte, 1863)
- P. spiculifer (Bates, 1883)
- P. spinolae (Dejean, 1828)
- P. sponsor (Casey, 1913)
- P. spraguei (LeConte, 1873)
- P. stagnatilis (Gistel, 1857)
- P. stantonensis (Ball, 1966)
- P. stapedius (Hacker, 1968)
- P. starcki (Heyden, 1885)
- P. starckianus (Reitter, 1887)
- P. staveni (Hovorka & Skoupy, 2007)
- P. sterbai (Jedlička, 1934)
- P. stictopleurus (Fairmaire, 1888)
- P. stoeckleini (Straneo, 1941)
- P. stomoides (Chaudoir, 1868)
- P. straneellus (Jedlička, 1938)
- P. strasseri (Reitter, 1898)
- P. strenuus (Panzer, 1796)

Gepuncteerde zwartschild
- P. stricticollis (Solsky, 1874)
- P. strigosus (Sciaky & Wrase, 1997)
- P. stygicus (Say, 1823)
- P. styx (Andrewes, 1937)
- P. subacutus (Casey, 1918)
- P. subaeneus (Chaudoir, 1850)
- P. subgibbus (Motschulsky, 1860)
- P. subiasi (Ortuno & Zaballos, 1992)
- P. subitus (Csiki, 1930)
- P. sublaevis (J.Sahlberg, 1880)
- P. subovatus (Motschulsky, 1860)
- P. subrugosus (Straneo, 1955)
- P. subsinuatus (Dejean, 1828)
- P. subtilissimus (Sciaky, 1996)
- P. sudai (Morita, 1991)
- P. sudrei (Deville, 1922)
- P. suffusus (Casey, 1913)
- P. sugimurai (Morita, 2007)
- P. sulcitarsis (A. Morawitz, 1862)
- P. sumondakensis (Sasakawa, 2005)
- P. sungariensis (Lafer, 1979)
- P. superciliosus (Say, 1823)
- P. surgens (LeConte, 1878)
- P. suruganus (Nakane & Straneo, 1979)
- P. sutschanensis (Jedlička, 1962)
- P. svanicus (Lutshnik, 1922)
- P. swaneticus (Reitter, 1883)
- P. syleus (Kirschenhofer, 1997)
- P. symmetricus (Straneo, 1955)
- P. szekessyianus (Sciaky, 1996)
- P. tachongi (Jedlička, 1936)
- P. taebaegsanus (Nemoto, 1988)
- P. tahirai (Kasahara, 1992)
- P. tahoensis (Casey, 1913)
- P. takadateyamanus (Sasakawa, 2009)
- P. takahashii (Ishida, 1958)
- P. takaosanus (Habu, 1958)
- P. taksonyis (Csiki, 1930)
- P. talibani (Savich, 1999)
- P. tamarae (Wrase & Kirschenhofer, 1991)
- P. tamsii (Dejean, 1831)
- P. tanakai (Ishida, 1964)
- P. tanakaorum (Morita & Ohkura, 1988)
- P. tanjae (Hovorka & Skoupy, 2007)
- P. tantillus (Fairmaire, 1888)
- P. taoi (Kasahara, 1993)
- P. taradakensis (Kasahara & Ohtani, 1988)
- P. tareumiut (G. E. Ball, 1962)
- P. tarsalis (LeConte, 1873)
- P. taskylensis (Shilenkov, 2000)
- P. tatianae (E. Berlov, 1996)
- P. tatricus (Kult, 1947)
- P. tenenbaumianus (Jedlička, 1930)
- P. tenuimarginatus (Chaudoir, 1868)
- P. tenuis (Casey, 1924)
- P. teretis (Park & Kwon, 1996)
- P. testaceus (Vandyke, 1926)
- P. thanglaensis (Schmidt, 2012)
- P. theeli (Maklin, 1878)
- P. thorectes (Bates, 1873)
- P. thorectoides (Jedlička, 1958)
- P. thunbergi (A. Morawitz, 1862)
- P. tichomirovi (Erjiomin, 1990)
- P. tienmushanus (Sciaky, 1997)
- P. tiliaceoradix (Ball, 1962)
- P. todai (Morita & Kanie, 1997)
- P. tokejii (Yoshida & Tanaka, 1960)
- P. tokui (Morita, 2007)
- P. toledanoi (Facchini & Sciaky, 2003)
- P. tomensis (Gebler, 1847)
- P. tosanus (Kasahara & Y.ito, 1997)
- P. tottoriensis (Morita, 2003)
- P. toyodai (Morita & Kurosa, 1998)
- P. transversalis (Duftschmid, 1812)
- P. triangularis (Sciaky & Facchini, 2003)
- P. trinarius (Casey, 1918)
- P. trinitensis (Hacker, 1968)
- P. triseriatus (Gebler, 1847)
- P. tristis (Dejean, 1828)
- P. troglophilus (Mateu, 1997)
- P. tropicalis (Bates, 1882)
- P. trubilini (Zamotajlov, 1997)
- P. truncatus (Dejean, 1828)
- P. tsagerkericus (Lutshnik, 1928)
- P. tschitscherinianus (Jakobson, 1907)
- P. tsukubasanus (Kasahara, 1988)
- P. tsurugaensis (Ishida, 1959)
- P. tsurugiyamanus (Habu, 1959)
- P. tuberculiger (Tschitscherine, 1897)
- P. tuberculofemoratus (Hatch, 1936)
- P. tuberifer (Sasakawa In Sasakawa & Kubota, 2006)
- P. tulobalu (Schmidt, 2009)
- P. tumescens (LeConte, 1863)
- P. tundrae (Tschitscherine, 1894)
- P. tunkinensis (Shilenkov, 2000)
- P. turanensis (Jedlička, 1959)
- P. turcomannicus (Motschulsky, 1850)
- P. uchiyamai (Morita, 1987)
- P. udokanensis (Shilenkov, 2000)
- P. uedaorum (Morita & Hirasawa, 1996)
- P. uenoi (Straneo, 1955)
- P. ulubeyensis (Kirschenhofer, 1981)
- P. umbralis (Gistel, 1857)
- P. umbricola (Gistel, 1857)
- P. unctulatus (Duftschmid, 1812)
- P. uralensis (Motschulsky, 1850)
- P. urengaicus (Jurecek, 1924)
- P. ussuriensis (Tschitscherine, 1897)
- P. vagepunctatus (Heer, 1837)
- P. validiceps (Reitter, 1887)
- P. validior (Tschitscherine, 1889)
- P. validus (Dejean, 1828)
- P. vandykei (Schaeffer, 1910)
- P. variabilis (Menetries, 1832)
- P. variolatus (Dejean, 1828)
- P. variseta (Straneo, 1984)
- P. vecors (Tschitscherine, 1897)
- P. ventralis (Say, 1823)
- P. ventricosus (Eschscholtz, 1823)
- P. vermiculosus (Menetries, 1851)
- P. vernalis (Panzer, 1796)

Groeftarszwartschild
- P. vexatus (Bousquet, 1985)
- P. vicinus (Mannerheim, 1843)
- P. virescens (Gebler, 1833)
- P. vladivostokensis (Lafer, 1979)
- P. vseteckai (Maran, 1944)
- P. walteri (Reitter, 1883)
- P. watanabei (Tanaka, 1960)
- P. weigeli (J.Schmidt, 2005)
- P. weiperti (J.Schmidt, 2005)
- P. wenxianensis (Allegro & Sciaky, 2010)
- P. wittmeri (Morvan, 1978)
- P. woongbii (Park & Kwon, 1996)
- P. woronowi (Lutshnik, 1916)
- P. wrasei (Sciaky & Facchini, 2003)
- P. xatartii (Dejean, 1828)
- P. xilingensis (Allegro & Sciaky, 2010)
- P. yahikosanus (Sasakawa, 2009)
- P. yakushimanus (Nakane & Ishida, 1961)
- P. yamajii (Kasahara, 1993)
- P. yamauchii (Morita, 1992)
- P. yamizosanus (Sasakawa, 2005)
- P. yanoi (Jedlička, 1953)
- P. yatsuensis (Straneo, 1955)
- P. ybousqueti (O.Berlov, 1999)
- P. yokohamae (Nakane & Straneo In Nakane, 1979)
- P. yoritomus (Bates, 1873)
- P. yosemitensis (Hacker, 1968)
- P. yoshidai (Kasahara, 1985)
- P. yoshikawai (Ishida, 1959)
- P. yoshizawai (Morita, 2010)
- P. yulongshanensis (Sciaky, 1997)
- P. yunnanensis (Jedlička, 1934)
- P. yvanii (Dejean, 1828)
- P. zamotajlovi (Belousov, 1991)
- P. zhejiangensis (Kirschenhofer, 1997)
- P. ziegleri (Duftschmid, 1812)
- P. zoiai (Sciaky, 1996)
- P. zolotarewi (Reitter, 1911)
- P. zunianus (Casey, 1913)
- P. zyzzovi (O. Berlov & E. Berlov, 1996)